# Tom Kalinske
Thomas Kalinske (Iowa, 17 de julio de 1944), más conocido como Tom Kalinske, es un directivo estadounidense. Hizo carrera en el sector juguetero dentro de Mattel y Matchbox, y ha sido director ejecutivo de Sega of America desde 1990 hasta 1996.

## Biografía
A lo largo de su formación académica ha completado un bachiller en ciencias por la Universidad de Wisconsin en 1966, una maestría en Administración de Empresas por la Universidad de Arizona en 1968, y un curso de dirección empresarial en la Escuela de Negocios Harvard en 1976. Su primer empleo conocido fue una campaña de marketing para vender vitaminas masticables de Los Picapiedra.
En 1972 comenzó a trabajar en el departamento comercial de Mattel. Además de formar parte de los equipos que relanzaron las franquicias Barbie y Hot Wheels, supervisó la creación de la nueva línea de figuras Masters of The Universe en 1981. Con una reputación cada vez mayor dentro del sector juguetero, fue ascendido a director ejecutivo en 1985. Dos años después se marchó de Mattel para asumir la dirección de su rival Matchbox, que en aquel momento se encontraba en suspensión de pagos, y diseñó un plan para reflotar la compañía.

### Sega of America
En 1990 entró en el sector de los videojuegos como director ejecutivo de Sega of America (SOA), la filial norteamericana de Sega. Un año antes los japoneses habían lanzado la videoconsola Mega Drive —bautizada Genesis en Estados Unidos— pero el mercado norteamericano estaba dominado por su rival Nintendo. Aunque Kalinske no era un gran conocedor de la industria, sí supo rodearse de asesores expertos y diseñó un plan maestro con cuatro medidas: reducir el precio de la Genesis para aumentar las ventas de juegos, crear un equipo de desarrollo enfocado al mercado americano, campañas publicitarias centradas en adolescentes, y regalar con la consola el juego Sonic the Hedgehog en lugar de Altered Beast. Los directivos japoneses desaprobaban estas medidas, pero el director general Hayao Nakayama le prometió su apoyo. El plan de Kalinske tuvo éxito y posicionó a Sega en el mercado occidental, en gran parte debido a la popularidad de Sonic. La rivalidad entre Sega y Nintendo llegó a ser apodada «la guerra de consolas» y ayudó a relanzar el sector luego de la crisis sufrida en 1983. En total Mega Drive vendió más de 30 millones de unidades, entre ellas 18,5 millones en Norteamérica y 8,4 millones en Europa.
Kalinske no pudo repetir el resultado de Mega Drive con su sucesora, la Sega Saturn, que había salido a la venta en Japón en 1994. A pesar del éxito comercial de SOA, el directivo vio como muchas de sus medidas eran rechazadas por la división japonesa, entre ellas unas posibles alianzas con Silicon Graphics y Sony para desarrollar una consola de 32 bits. Al final, los primeros se asociaron con Nintendo para crear Nintendo 64 y los segundos se adentraron en el mercado por su cuenta con PlayStation, que terminó siendo la videoconsola más vendida de la quinta generación. Kalinske quiso sacar Sega Saturn en Estados Unidos en septiembre de 1995, pero la dirección de Japón le exigió adelantar la fecha porque tenían miedo de que PlayStation les comiese terreno. SOA aprovechó la conferencia del E3 en mayo de 1995 para anunciar el lanzamiento sorpresa de Sega Saturn ese mismo día, mediante un acuerdo exclusivo con varias tiendas de juguetes, con un precio de lanzamiento de 399 dólares que vino impuesto por Japón. Sin embargo, PlayStation les eclipsó con un precio de 299 dólares, cien por debajo de la Saturn, y un mayor catálogo desde la fecha inicial. Después de que Sony superase a Sega en el mercado occidental, y de que la dirección de Sega ordenara priorizar Saturn sobre el resto de consolas, Kalinske presentó su dimisión en septiembre de 1996.
La historia de Kalinske al frente de Sega of America y su impacto en la industria estadounidense ha sido recopilada en el libro Console Wars, escrito por Blake J. Harris en 2014.

### Vida posterior
En 1997, Kalinske se asoció con los hermanos Lowell y Michael Milken para presidir Knowledge Universe, un fondo inversor centrado en tecnología aplicada a la educación. En octubre del mismo año el grupo se hizo con el control de Leapfrog Enterprises, especializado en videojuegos educativos infantiles, y él asumió la dirección ejecutiva hasta 2006. Con posterioridad, Kalinske ha sido miembro de la junta directiva de otras empresas como Toy Manufacturers of America y Cambium Learning.